# K. P. S. 메논
쿠마라 파드마나바 시바상카라 메논 시니어(Kumara Padmanabha Sivasankara Menon Sr., 1898년 10월 18일 ~ 1982년 11월 22일), 보통 K. P. S. 메논으로 알려져 있으며, 외교관이자 일기 작가로, 인도 공무원단의 직업 공무원이었다. 그는 1948년부터 1952년까지 독립 인도의 초대 외무장관으로 재직했다.
그는 바라트푸르국의 디완 (총리)이었고, 1952년부터 1961년까지 주소련 인도 대사였으며, 1948년 이전에는 중화민국 대사였다. 1948년, 6.25 전쟁이 발발하기 전에 유엔은 그를 유엔 한국위원회(UNCOK) 위원장으로 임명했다.
메논이 제2차 세계대전 중 델리에서 히말라야, 카라코람산맥과 파미르 고원을 가로질러 충칭시 (충칭)까지 육로로 여행한 기록은 그의 책 '델리-충칭: 여행 일기(1947)'에 담겨 있다. 그는 유엔 창설 시 인도 대표로 서명했다. 그는 왕립 중앙아시아 학회의 회원이었다.

## 초기 생애
K. P. S. 메논은 1898년 영국령 인도 트라방코르 코타얌 (현재 케랄라주, 인도)에서 태어났다. 그의 아버지 쿠마라 메논은 오타팔람 출신의 변호사였다. 그의 어머니 자나키 암마는 트라방코르 벨라야니 근처의 귀족 가문 출신으로, 칸다마스의 케사바 필라이의 조카이자 네야팅카라 N. K. 파드마나바 필라이의 사촌이었다. 그녀는 쿠마라 메논과 결혼하여 오타팔람의 가족을 떠나온 쿠마라 메논과 함께 살기 위해 코타얌으로 이사했다. 자녀들에게는 아버지 쪽의 칭호가 주어졌다. 그는 마드라스 크리스천 칼리지와 옥스퍼드 대학교를 다녔으며, 그곳에서 미래의 총리 앤서니 이든과 동기였으며 아시아 학회 공동 임원으로 재직했다. 그는 옥스퍼드 마즐리스 아시아 학회 회장을 역임했다. 그는 1918년 11월 30일 미들 템플에 입학했으나, 1928년 3월 15일 변호사 자격을 취득하지 않고 철회했다.

## 공직 경력
1922년, 메논은 통합 공무원 시험에서 1등을 차지하고 ICS에 합류했다. 그는 티루파투르, 벨로어 구의 부총재로, 그 후 트리치의 구 판사로, 현재 줄룹으로 불리는 발루치스탄의 포트 샌더만에 있는 인도 정부 대리인으로, 북서 변경주와 영국령 실론에서, 그 후 하이데라바드국의 인도 레지던트로 재직했다. 1934년, 그는 잔지바르, 케냐, 우간다에 있는 인도인의 상태를 조사하기 위해 왕실 대표로 파견되었다. 바라트푸르국의 디완으로서, 그는 1943년 신년 서훈에서 인도 제국 훈장의 동료로 임명되었다. 독립 후, 그는 1948년부터 1952년까지 인도의 초대 외무장관으로 재직했으며, 그 후 1952년부터 1961년까지 주소련 인도 대사, 헝가리, 폴란드 대사로 재직하며 1953년 2월 13일 스탈린을 직접 본 마지막 외국인이 되었다. 은퇴 후, 그는 연방 공무원 위원회의 위원이자 나중에 위원장을 역임했다.
메논은 C. 상카란 나이르의 딸인 사라와티와 결혼했다. 그와 같은 이름을 가진 그의 아들은 주중 대사로 재직했으며, 그의 손자 시브샹카르 메논은 주중 대사, 외무장관, 그리고 나중에 국가안보보좌관을 역임했다.
메논은 1958년 파드마 부샨을 그리고 레닌 평화상을 수상했다.

## 저서
메논의 출판된 저서 목록:
- 많은 세상: 자서전
- 다시 방문한 많은 세상 - 개정된 자서전
- 델리-충칭: 여행 일기 (1947)
- 러시아 파노라마
- 위대한 민족들의 우정 (1962)
- 날아다니는 트로이카 (1963)
- 인도의 부활: 개혁인가 혁명인가? 사르다르 발라브바이 파텔 기념 강연 (1963)
- 인도와 냉전 (1966)
- 세계 일주 (1966)
- 시르 체투르 상카란 나이르 전기
- 인도인의 눈으로 본 레닌 (1970)
- 러시아 재방문 (1971)
- 램프와 램프 스탠드
- 중국의 황혼 (1972)
- 인도-소련 조약: 배경 및 결과 (1972)
- 외교관이 말하다 (1974)
- 어제와 오늘 (1975) - 아부 아브라함 삽화, 기사 모음집
- 외교의 변화하는 패턴 - 사이이드 기념 강연 (1977)
- 기억과 사색 (1979)
- 천 개의 보름달 (1987년 사후 출판)